# Aleksandra Fedoriva
 Aleksandra Andreijevna Fedoriva  (Russisch: Александра Андреевна Федорива) (Moskou, 13 september 1988) is een Russische sprintster, die gespecialiseerd is in de 200 m, maar die ook op de 100 m horden goed uit de voeten kan. Ze nam tweemaal deel aan de Olympische Spelen en veroverde bij die gelegenheid in eerste instantie een gouden medaille, die haar evenwel nadien weer werd afgenomen, nadat een van de teamleden van het estafetteteam doping bleek te hebben genomen.

## Biografie
Fedoriva nam in 2008 deel aan de Olympische Spelen in Peking. Op de 200 m sneuvelde ze in de halve finale, waarin ze als achtste en laatste eindigde. Samen met Joelia Tsjermosjanskaja, Joelia Goesjtsjina en Jevgenia Poljakova nam Fedoriva ook deel aan de 4 x 100 m estafette. In hun reeks eindigen ze als tweede achter Jamaica. In de finale sprintten de Russische dames in een tijd van 42,31 s in eerste instantie naar olympisch goud. Het team werd evenwel jaren later, in 2016, alsnog gediskwalificeerd, nadat bij hernieuwde tests van de in 2008 afgenomen urinemonsters was gebleken, dat in die van teamgenote Joelia Tsjermosjanskaja verboden stoffen waren aangetroffen.
In 2010 behaalde Fedoriva tijdens de Europese kampioenschappen in Barcelona op de 200 m een bronzen medaille (achter Myriam Soumaré en Jelizaveta Bryzhina). Op de 4 x 100 m estafette liep zij enkele dagen nadien met het Russische team naar een vierde plaats. Het viertal bestond naast Fedoriva uit Yuna Mekhti-Zade, Joelia Goesjtsjina en Yuliya Chermoshanskaya.
Op de Olympische Spelen van 2012 in Londen kwam ze uit op de 200 m en de 4 x 100 m estafette. Op de 200 m strandde ze met een tijd van 22,65 in de halve finale. Op het estafettenummer maakte zij deel uit van de ploeg die verder bestond uit Olga Belkina, Natalia Rusakova, Elizabeta Savlinis. Met een tijd van 43,24 werd het viertal uitgeschakeld in de series.

## Titels
- Olympisch kampioene 4 x 100 m - 2008
- Russisch kampioene 200 m - 2012
- Russisch kampioene 100 m horden - 2010
- Russisch indoorkampioene 60 m horden - 2010
- Europees jeugdkampioene 100 m horden - 2007

## Persoonlijke records
Outdoor
| Afstand      | Prestatie | Datum            | Plaats       |
| ------------ | --------- | ---------------- | ------------ |
| 100 m        | 11,28 s   | 28 augustus 2011 | Daegu        |
| 200 m        | 22,19 s   | 6 juli 2012      | Tsjeboksary  |
| 400 m        | 54,55 s   | 4 september 2012 | Zagreb       |
| 100 m horden | 12,90 s   | 27 juni 2008     | Tsjeljabinsk |

Indoor
| Afstand     | Prestatie | Datum            | Plaats        |
| ----------- | --------- | ---------------- | ------------- |
| 60 m        | 7,24 s    | 1 februari 2010  | Moskou        |
| 200 m       | 23,48 s   | 14 februari 2009 | Moskou        |
| 300 m       | 37,43 s   | 7 januari 2012   | Jekaterinburg |
| 400 m       | 51,18 s   | 23 februari 2012 | Moskou        |
| 60 m horden | 7,91 s    | 26 februari 2010 | Moskou        |

## Palmares

### 100 m
- 2011: 6e in ½ fin. WK - 11,54 s

### 200 m
Kampioenschappen
- 2008: 8e in ½ fin. OS - 23,22 s
- 2009:  EK U23 – 22,97 s
- 2010:  EK – 22,44 s
- 2010:  IAAF Continental Cup - 22,86
- 2012:  Russische kamp. - 22,19 s
- 2012: 3e in ½ fin. OS - 22,65 s

Diamond League-podiumplekken
- 2010:  Bislett Games – 22,98 s

### 400 m
- 2012:  WK indoor - 51,76 s

### 60 m horden
- 2010: 6e in ½ fin. WK indoor - 8,06 s

### 100 m horden
- 2005: 6e in in ½ fin. WK junioren B - 13,83 s
- 2006: 4e WJK – 13,57 s
- 2007:  EJK – 13,12 s

### 4 x 100 m
- 2008: (goud) DQ OS – 42,31 s
- 2009: 4e WK – 43,00 s
- 2010: 4e EK – 42,91 s
- 2011: 6e WK - 42,93 s
- 2012: 6e in serie OS - 43,24 s

### 4 x 400 m
- 2012:  WK indoor - 3.29,55